# Інженер Гоф
«Інженер Гоф» (рос. «Инженер Гоф») — білоруський радянський художній фільм 1935 року режисерів Рашелі Мільман-Крімер і Бориса Шписа.
Режисер фільму Борис Шпис в 1937 році був репресований. Фільм не зберігся.

## Сюжет
Соціальна драма про класову боротьбу в білоруському селі на Поліссі.

## У ролях
- Василь Меркур'єв
- Георгій Горбунов
- Степан Каюков
- Іван Назаров
- Федір Чагін
- Георгій Тейх
- Семен Антонов
- Володимир Сладкопєвцев
- Борис Ліфанов

## Творча група
- Сценарій: Мануель Большинцов
- Режисер: Рашель Мільман-Крімер, Борис Шпис
- Оператор: Євген Михайлов
- Композитор: Іван Дзержинський